# Solo per te ho vissuto
Solo per te ho vissuto (So Big) è un film del 1953 diretto da Robert Wise.